# Antonio Borrego
Antonio Mateo Borrego (1660-1746) fue un pintor español perteneciente a la escuela sevillana de pintura, nacido en Antequera, formado en Sevilla y fallecido en Sanlúcar de Barrameda. Con frecuencia se ha confundido sus datos biográficos con los de su nieto, Antonio Borrego del Rosal (1731-1787), que fue platero. 
Antonio Borrego se instaló en Sevilla hacia 1669 y en 1680 contrajo matrimonio con la sevillana Ana María de Baeza, con quien tuvo dos hijos: Blas Antonio Borrego y Francisco Bruno Borrego, que fueron platero y pintor, respectivamente, el uno nacido en Sevilla y el otro en Sanlúcar. Hacia 1686 se había trasladado a esta última ciudad, buscando mejores perspectivas laborales. En Sanlúcar, Borrego consiguió alcanzar la deseada estabilidad gracias a la aceptación que tuvo su trabajo, manteniéndose afincado en aquella ciudad hasta su muerte, aunque se conservan obras suyas en Jerez, Rota, Chipiona, Lebrija y Castilleja de la Cuesta.
Entre sus obras se encuentran  El Bautismo de Cristo, de 1692, y La rendición de Évora, de 1711, conservadas en la Iglesia Mayor y en el Palacio Ducal de Sanlúcar de Barrameda. Esta última parece basada en una pintura de Francesco Giannetti.